# Dirk van Laak
Pour les articles homonymes, voir Laak.
Dirk van Laak, né le 19 avril 1961 à Dinslaken est un historien allemand.

## Biographie
Dirk van Laak étudie l'histoire l'Université d'Essen de 1982 à 1989 et complète ses études auprès de Dirk Blasius (de) par une thèse sur la politique d'aryanisation nationale-socialiste dans la région de la Ruhr. De 1991 à 1993, il est chercheur aux Archives principales de l'État de Rhénanie du Nord-Westphalie (de) à Düsseldorf, où il travaille sur la succession de Carl Schmitt.
Dirk van Laak a obtenu son doctorat en 1993 à l'Université ouverte de Hagen sous la direction de Lutz Niethammer avec une étude sur Carl Schmitt dans l'histoire intellectuelle politique de la première République fédérale et a accepté deux ans plus tard un poste de professeur invité, pour six mois, à l'Université de Chicago. De 1993 à 2007, il est chercheur et assistant à l'université Friedrich Schiller d'Iéna. En 2002, il complète son habilitation dans le domaine de l'histoire moderne et contemporaine avec une thèse sur l'histoire des infrastructures en Afrique. Depuis 2007, il occupe la chaire d'histoire contemporaine à l'Université Justus-Liebig de Gießen. Depuis 2016, il enseigne à l'Université de Leipzig en tant que professeur d'histoire allemande et européenne du XIXe au XXIe siècle.
Van Laak est membre du comité principal de la Commission historique de Hesse depuis 2012. Harald Welzer a qualifié son Histoire des infrastructures modernes de « livre merveilleux ».

## Publications
Monographies
- 1988 :  Arisierung und Judenpolitik im‚Dritten Reich‘. Zur wirtschaftlichen Ausschaltung der jüdischen Bevölkerung in der rheinisch-westfälischen Industrieregion, Essen, Universität, Examensarbeit.
- 1993 : Gespräche in der Sicherheit des Schweigens. Carl Schmitt in der politischen Geistesgeschichte der frühen Bundesrepublik, Akademie-Verlag, Berlin
- 1999 : Weiße Elefanten. Anspruch und Scheitern technischer Großprojekte im 20. Jahrhundert, Deutsche Verlags-Anstalt, Stuttgart.
- 2004 : Imperiale Infrastruktur. Deutsche Planungen für eine Erschließung Afrikas 1880 bis 1960, Schöningh, Paderborn u. a.
- 2005 : Über alles in der Welt. Deutscher Imperialismus im 19. und 20. Jahrhundert, Beck, Munich.
- 2012 : Literatur und Geschichte. Eine Beziehungsanalyse, Vergangenheitsverlag, Berlin.
- 2016 : avec Maria Paula Diogo, Europeans Globalizing. Mapping, Exploiting, Exchanging, Palgrave Macmillan, Basingstoke
- 2017 : Archäologie des Alltags. Köln und seine Infrastruktur, Greven, Cologne.
- 2018 : Alles im Fluss. Die Lebensadern unserer Gesellschaft – Geschichte und Zukunft der Infrastruktur, Fischer, Frankfort-sur-le Main.

Autres
- 1995 : avec Andreas Göbel et Ingeborg Villinger, Metamorphosen des Politischen. Grundfragen politischer Einheitsbildung seit den 20er Jahren, Akademie-Verlag, Berlin.
- 2011 : Literatur, die Geschichte schrieb, Vandenhoeck & Ruprecht, Göttingen.